# Graupenburg
Die Graupenburg ist ein ehemaliges Naturschutzgebiet in der niedersächsischen Gemeinde Bevern in der Samtgemeinde Bevern im Landkreis Holzminden.

## Allgemeines
Das ehemalige Naturschutzgebiet mit dem Kennzeichen NSG HA 197 ist 60 Hektar groß. Es ist vollständig Bestandteil des FFH-Gebietes „Burgberg, Heinsener Klippen, Rühler Schweiz“ und des EU-Vogelschutzgebietes „Sollingvorland“. Im Westen schließt das ehemalige Naturschutzgebiet „Heinsener Klippen“ an.
Das Gebiet stand seit dem 2. August 2001 unter Naturschutz. Zum 10. Dezember 2020 ging es im neu ausgewiesenen Naturschutzgebiet „Heinsener Klippen, Graupenburg“ auf. Zuständige untere Naturschutzbehörde war der Landkreis Holzminden.

## Beschreibung
Das ehemalige Naturschutzgebiet liegt südwestlich des Beverner Ortsteils Lütgenade innerhalb des Naturparks Solling-Vogler. Es stellte einen Bereich naturnaher Laubwälder auf einem Höhenzug aus Muschelkalk unter Schutz. Das Gebiet wird von Buchenwäldern geprägt (Waldmeister-Buchenwald und Orchideen-Kalkbuchenwald). Daneben sind insbesondere im Bereich des Schiffberges im nordöstlichen Bereich des ehemaligen Naturschutzgebietes Reste früher als Mittelwald genutzter Eichen-Hainbuchenwälder zu finden.
Die Wälder verfügen über einen hohen Anteil an Alt- und Totholz sowie eine artenreiche Gehölz- und Krautvegetation. Die Waldmäntel und -säume sind vielfältig strukturiert.